# Михайловское железорудное месторождение
Михайловское железорудное месторождение — железорудное месторождение в Курской области, вблизи города Железногорск. Основные рудные минералы: магнетит, гематит, мартит.
Месторождение открыто в 1950 году, начиная с 1960 года осваивается открытым способом. Средняя годовая добыча свыше 45 млн тонн железной руды.

Баланс месторождения оценивается в 8,7 млрд тонн, среднее содержание железа в руде 39,2 %. Ширина рудного пласта 2,5 км, протяжённость до 7 км, вглубь прослеживается на глубину более 1000 метров. Выше месторождения песчано-глинистые отложения мезозойско-кайнозойского возраста мощностью до 100 метров. 